# Asanti Herring
Asanti Herring (Chicago, 12 settembre 1997) è un calciatore americo-verginiano, di ruolo attaccante.

## Carriera

### Club
Ha giocato nella squadra statunitense del Chicago Fire U18.

### Nazionale
Ha esordito in Nazionale il 26 marzo 2016 nella partita vinta per 2-1 contro il Sint Maarten.